# Football Club Schaerbeek
Football Club Schaerbeek was een Belgische voetbalclub uit Schaarbeek. De club was aangesloten bij de KBVB met stamnummer 4133. De club speelde even in de nationale reeksen.
De huidige club speelde in zijn huidige vorm sinds 2014 onder stamnummer 4133, dat het toen overnam van SK Terjoden-Welle.
De club gaf algemeen forfait in het seizoen 2023/24 en bracht geen ploegen meer in competitie in het daaropvolgende seizoen.

## Geschiedenis
Renaissance Club Schaerbeek is sinds 2014 actief bij de KBVB onder stamnummer 4133, dat in 1943 was ontstaan, maar kent zelf zijn oorsprong in de Brusselse provincialer RC de Schaerbeek.
Racing Club de Schaerbeek was opgericht in 1968 en ging in de Brabantse provinciale reeksen spelen. De club bleef er lang in de onderste afdelingen spelen, tot men dankzij enkele titels in de periode van 2007 tot 2012 enkele keren promoveerde en opklom naar het hoogste provinciale niveau. Ook in eerste provinciale deed RC de Schaerbeek het aanvankelijk goed, eindigde er op een tweede plaats in zijn debuutseizoen 2012/13, maar kon in de provinciale eindronde geen promotie afdwingen.
Het tweede seizoen in eerste provinciale verliep moeilijker en RC de Schaerbeek stond algauw onder in de rangschikking op de degradatieplaatsen. Om onnodige kosten te vermijden, werkte men het seizoen met jongeren af, en eindigde uiteindelijk afgetekend op een voorlaatste plaats. RC de Schaerbeek zou zo in 2014 weer naar tweede provinciale degraderen. Om toch in de competitieladder te kunnen opklimmen, ging men op zoek naar een over te nemen stamnummer van een club in een hogere reeks. Dat vond men bij de Oost-Vlaamse vierdeklasser SK Terjoden-Welle, die structurele problemen kende en na het seizoen zou stoppen.
Het stamnummer 4133 van SK Terjoden-Welle werd zo in 2014 overgedragen aan Schaarbeek. Die club speelde daar voortaan in vierde klasse als Renaissance Club Schaerbeek. Na één seizoen zakte de club echter alweer naar eerste provinciale. In 2018 wijzigde de club haar naam in Football Club Schaerbeek. In het seizoen 2018/19 eindigde de club eerste in tweede provinciale en promoveerde zo naar eerste provinciale. In het seizoen 2019/20 eindigde de ploeg in eerste provinciale 12e na de stopzetting van de competitie door de coronapandemie van 2020.
Het seizoen 2020/21 is ook stopgezet door de coronapandemie van 2020, Football Club Schaerbeek speelde 3 wedstrijden in dat seizoen en haalde daar amper een 1 op 9. Football Club Schaerbeek werd ook in de 1e ronde van de Croky Cup uitgeschakeld door eeuwige rivaal Crossing Schaerbeek met een 4-1 nederlaag. 

## Resultaten
| Seizoen | Klasse | Klasse | Klasse | Klasse | Klasse | Klasse | Klasse | Klasse | Klasse | Reeks                                                    | Punten                                                   | Opmerkingen                                                                                         |
|         | I      | I      | II     | III    | IV     | P.I    | P.II   | P.III  | P.IV   |                                                          |                                                          | |
| ------- | ------ | ------ | ------ | ------ | ------ | ------ | ------ | ------ | ------ | -------------------------------------------------------- | -------------------------------------------------------- | --------------------------------------------------------------------------------------------------- |
| 2014/15 |        |        |        |        | 14     |        |        |        |        | Vierde klasse B                                          | 31                                                       | |
| 2015/16 |        |        |        |        |        | 13     |        |        |        | Eerste prov. Brabant                                     | 31                                                       | |
|         | 1A     | 1B     | 1Am    | 2Am    | 3Am    | P.I    | P.II   | P.III  | P.IV   | Vanaf 2016-17 zijn er 3 nationale en 2 regionale niveaus | Vanaf 2016-17 zijn er 3 nationale en 2 regionale niveaus | Vanaf 2016-17 zijn er 3 nationale en 2 regionale niveaus                                            |
| 2016/17 |        |        |        |        |        | 13     |        |        |        | Eerste prov. Brabant ACFF                                | 31                                                       | |
| 2017/18 |        |        |        |        |        | 13     |        |        |        | Eerste prov. Brabant ACFF                                | 23                                                       | degradatie                                                                                          |
| 2018/19 |        |        |        |        |        |        | 1      |        |        | Tweede prov. Brabant ACFF A                              | 68                                                       | kampioen                                                                                            |
| 2019/20 |        |        |        |        |        | 12     |        |        |        | 1ste prov. Brab ACFF                                     | 24                                                       | Door de coronapandemie van 2020 is de competitie stopgezet.                                         |
| 2020/21 |        |        |        |        |        | 15     |        |        |        | 1ste prov. Brab ACFF                                     | 1                                                        | Door de competitie pandemie van 2020 is de competitie stopgezet en degradeert of promoveert niemand |
| 2021/22 |        |        |        |        |        | 14     |        |        |        | 1ste prov. Brab ACFF                                     | 17                                                       | Degradatie                                                                                          |
| 2022/23 |        |        |        |        |        |        | 2      |        |        | Tweede prov. Brabant ACFF A                              | 73                                                       | |
| 2023/24 |        |        |        |        |        |        | 16     |        |        | Tweede prov. Brabant ACFF A                              | 0                                                        | Algemeen forfait                                                                                    |